# Улль
Улль (др.-сканд. Ullr, от *Wulþuz «слава») — божество в германо-скандинавской мифологии, связанное со стрельбой из лука. Улль почти не упоминается в исландских источниках, но это имя широко представлено в исторической топонимике Норвегии и Швеции.
В «Младшей Эдде» Снорри Стурлусона Улль упоминается лишь дважды — один раз как сын Сиф и пасынок бога Тора, непревзойденный стрелок из лука и бегун на лыжах; и ещё раз в обсуждении кеннингов — как бог стрельбы из лука, лыж, охоты и щитов; говорится также, что щит можно иносказательно назвать «кораблём Улля». В «Старшей Эдде» также есть только единичные упоминания Улля; в перечне жилищ асов говорится, что Улль живет в месте под названием Идалир («долина тисов»). Это название также может быть связано со стрельбой из лука, так как тис давал самую лучшую древесину для изготовления этого оружия.
В Норвегии и Швеции — но не в Дании или Исландии — есть множество географических мест, названных в честь Улля, как Уллеви в Гётеборге и Уллерн в Осло, так что, возможно, он был важен для простого народа. Жорж Дюмезиль отмечает, что топонимы, связанные с этим богом, представлены «очень густыми группами в Норвегии и Центральной Швеции», при этом указывает на его взаимосвязь с богом Тюром, фигурирующим «в достаточном числе топонимов в Дании» (причем Улль практически отсутствует «в датском пейзаже»), но почти не встречающимся «в Норвегии и Центральной Швеции», а также на «митраические черты» Улля. Возможно, его просто со временем вытеснили другие асы. 
В Северной Европе в честь Улля были воздвигнуты многочисленные храмы. На его алтарях лежало священное кольцо, над которым давались клятвы. Говорили, что это кольцо обладало свойством сжиматься, ломая палец того, кто давал ложную клятву. В Лилла Уллеви (Швеция) археологи обнаружили древнее святилище Улля. В ходе раскопок в его окрестностях было найдено 65 колец. Саксон Грамматик в «Деяниях датчан» упоминает Оллеруса, который якобы царствовал в Византии после изгнания оттуда Одина.
Локи не поделился с ним золотыми волосами Сиф. 

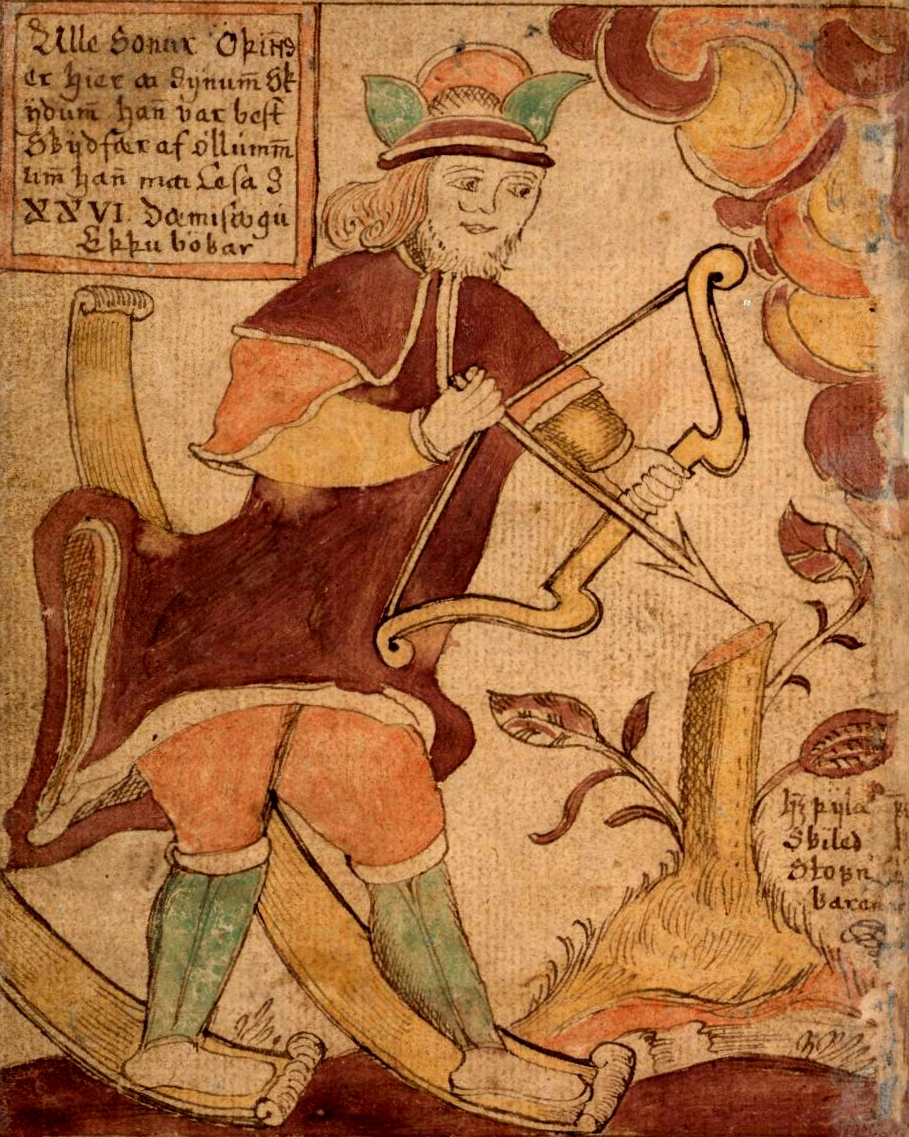
Улль